# Artibeus watsoni
Artibeus watsoni es una especie de murciélago que pertenece a la familia Phyllostomidae. Es nativo de América Central y el norte de Sudamérica.

## Distribución
Su área de distribución incluye el sur de México, Guatemala, Belice, Honduras, Nicaragua, Costa Rica, Panamá y Colombia. Su rango altitudinal oscila entre zonas bajas y 800 m s. n. m.